# رچیتسه
رچیتسه (به صربی: Rečice) یک منطقهٔ مسکونی در صربستان است که در Požega واقع شده‌است. رچیتسه ۲۶۵ نفر جمعیت دارد.